# Marshfield (thị trấn), Quận Wood, Wisconsin
Marshfield là một thị trấn thuộc quận Wood, tiểu bang Wisconsin, Hoa Kỳ. Năm 2010, dân số của thị trấn này là 750 người.